# Hacanac Indijanci
Hacanac, Nekadašnje pleme Caddoan Indijanaca koje susreće Moscosova ekspedicija 1542. negdje na sjeveroistoku današnjeg Teksasa ili susjednim područjima Arkansasa i Louisiane. Hodge u svom priručniku o Indijancima navodi samo da se radi o provinciji o kojoj 1542. izvještava Moscoso.
Prema Swantonu plemena Hacanac, Lacane, Nacachau, Nacao, Nacaniche, Nacono i Nakanawan možda su fragemnti istog plemana Caddoana.
Provincija Hacanac nalazila se na sjeveroistočnoj granici današnjeg Teksasa. Na dan 20. srpnja 1542. Hacanaci s ljudima iz Amaye (možda Nasoni) i Naguatexa napali su Moscosa.